# Vereinfachung der Staatsverwaltung
Die Vereinfachung der Staatsverwaltung, kurz auch Staatsvereinfachung, war ein politisches Programm in Bayern und auch anderen Ländern des Deutschen Reiches zur Zeit der Weimarer Republik mit dem Ziel,  die Staatsverwaltung mit ihren Verwaltungsabläufen zu vereinfachen, zu beschleunigen, zu verbilligen oder sonst zu verbessern. Die Vereinfachung der Staatsverwaltung gehört auch heute noch zu den wichtigen Bestandteilen bei der Diskussion über Bürokratieabbau.

## Geschichte
Bereits im Kaiserreich war das Ziel der Staatsvereinfachung ein politisches Schlagwort in den Königreichen Württemberg und Bayern. Nach Bildung der Weimarer Republik und den dadurch veränderten finanziellen und staatsrechtlichen Verhältnissen wurde dieses Ziel in Bayern, aber auch anderen Ländern des Deutschen Reiches angegangen.

### Bayern
Bereits bald nach Ende des Ersten Weltkriegs setzte in Bayern eine Diskussion um eine Staatsvereinfachung ein, die mit dem Ende der Räterepublik in Bayern ihre Umsetzung im bayerischen Kabinett fand. Anfangs waren die einzelnen Staatsministerien unter Federführung eines besonderen Vereinfachungsreferats im Innenministerium unter Minister Karl Stützel für die Vereinfachung der Staatsverwaltung zuständig. 1927 wurde dann eine aus Ministerialreferenten gebildete „Kommission für Verwaltungsvereinfachung“ unter der Leitung des ehemaligen Regierungspräsidenten Theodor von Winterstein gebildet. Die in Bayern 1928 bis 1932 umgesetzte Reform der Staatsverwaltung erfolgte auf allen Ebenen. Die wichtigsten Ergebnisse waren die Auflösung dreier Staatsministerien (Wirtschaft, Soziales, Landwirtschaft) sowie die Zusammenlegung der Regierungsbezirke Niederbayern und Oberpfalz sowie Ober- und Mittelfranken. Es erfolgte zudem ein Behördenabbau auf mittlerer und unterer Verwaltungsebene. Es wurden auch 31 Amtsgerichte, drei Landgerichte und das Oberlandesgericht Augsburg aufgelöst.
Einzelne Maßnahmen wie die Auflösung des Bayerischen Staatsministeriums des Äußern und dessen Überführung in eine Staatskanzlei 1933 wurden nach der NS-Machtübernahme von den Nationalsozialisten zwar auch mit einer Staatsvereinfachung begründet, dienten aber eher dem Zweck der Entmachtung der Länder, die ab 1934 faktisch nur noch Reichsprovinzen waren. Dass das Ziel Verwaltungsvereinfachung für die Nationalsozialisten nicht vordringlich war, zeigt die Situation der Bayerischen Staatsregierung in der NS-Zeit, die mit der Gauleitung von München-Oberbayern und der Behörde des Reichsstatthalters Franz von Epp (die sogenannte Reichsstatthalterei) mächtige Konkurrenten hatte, deren Kompetenzen unklar voneinander abgetrennt waren. Es war vielmehr im gesamten Deutschen Reich ein rivalisierendes Nebeneinander sich überschneidender Kompetenzen des Staates und der NSDAP zu beobachten, eine Polykratie, in der Adolf Hitler stets die letzte Entscheidungsgewalt für sich in Anspruch nahm.

### Württemberg
Auch in Württemberg wurde Ziel der Staatsvereinfachung verfolgt. Hier kam es neben dem Behördenabbau auf mittlerer und unterer Verwaltungsebene insbesondere 1924 zur Auflösung der vier bisherigen Kreisregierungen (Donaukreis in Ulm, Neckarkreis in Ludwigsburg, Jagstkreis in Ellwangen und Schwarzwaldkreis in Reutlingen), die auch die Funktion von Verwaltungsgerichten erster Instanz hatten.

### Deutsches Reich
Auch das Reich beteiligte sich am Abbau seiner Verwaltung in Bayern, indem es bis 1934 etwa die Aufhebung von 57 Finanzämtern sowie diverser Zoll- und Versorgungsbehörden verfügte. Reichsweit wurde insbesondere bei der staatlichen Reichsbahn der Versuch unternommen, Verwaltungsabläufe zu vereinfachen. Die einschneidende Sparpolitik von Reichskanzler Heinrich Brüning zu Beginn der 1930er Jahre wurde dann zwar ebenfalls mit Ziel der Staatsvereinfachung begründet, war aber insbesondere auf die damalige katastrophale Finanzlage aufgrund der Weltwirtschaftskrise zurückzuführen.

### Nach dem Zweiten Weltkrieg
Die Bemühungen um eine Staatsvereinfachung wurden nach dem Zweiten Weltkrieg wieder aufgenommen. In den 1950er Jahren existierte in Bayern eine Arbeitsgemeinschaft für Staatsvereinfachung unter dem Präsidenten des Bayerischen Verwaltungsgerichtshofs Jakob Kratzer, die Gutachten zur Staatsvereinfachung erstellte. Es kam in der Folge ab 1957 zu einer Bereinigung und Sammlung der landesrechtlichen Vorschriften in Bayern. Es gab auch einen „Verwaltungsvereinfachungsplan“ in Baden-Württemberg (1958) und einen „Verwaltungsreformplan“ für Schleswig-Holstein (1958). In den 1960er Jahren kam es, nachdem eine Neugliederung der Länder weitgehend gescheitert war, vor allem auf der Kreis- und Gemeindegebietsebene, teilweise auch auf der Ebene der Regierungsbezirke, zu Gebietsreformen, die häufig auch mit einer Vereinfachung der Staatsverwaltung begründet wurden. In den 1970er Jahren wurde unter den Stichworten „Bürgernähe“ bzw. „Bürgerfreundlichkeit“ weitere Verwaltungsvereinfachungen vorgenommen. Ab 1978 wurden wieder verschiedene Länderkommissionen eingerichtet, deren Titel wie z. B. „Kommission zur Gesetzes- und Verwaltungsvereinfachung“ bzw. „Bürgernähe in der Verwaltung“ die Zielrichtung angab. folgte der Bund mit der Einrichtung einer „Unabhängigen Kommission für Rechts- und Verwaltungsvereinfachung“, die seither durchgehend besteht. Einen wichtigen Anstoß erhielt die Debatte um den Bürokratieabbau 1997 dann durch die Berliner Rede des damaligen Bundespräsidenten Roman Herzog, der die „Regulierungswut“ in Deutschland anprangerte. Der Schwerpunkt der Diskussionen liegt heute aber mehr beim allgemeinen Thema Bürokratieabbau und damit der Reduzierung der Überregulierung des Behördenhandelns.